# Задача про мышей

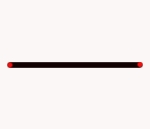

Задача про мышей — математическая головоломка, по условию которой несколько мышей (или комаров, собак, ракет), расположены в углах правильного многоугольника. Каждая мышь начинает двигаться в направлении ближайшего соседа (по часовой стрелке или против часовой стрелки). В задаче требуется определить момент времени, когда мыши встретятся.
Наиболее распространённый вариант задачи — когда мыши начинают двигаться из углов единичного квадрата, причём скорость мышей одинакова. В этом случае все они встречаются в один и тот же момент времени, поскольку расстояние между двумя соседними мышами всегда уменьшается, а скорость постоянна. В общем, для правильного многоугольника с  n  сторонами, расстояние между соседними мышами уменьшается со скоростью 1 − cos(2π/n), и таким образом, они встретятся через время 1/(1 − cos(2π/n)).

## Траектория мышей
Для всех правильных многоугольников мыши двигаются по логарифмической спирали, которая сходится в центре многоугольника. При увеличении количества мышей, и если мыши движутся в направлении не своих ближайших соседей, определить их траектории сложнее.
